# Locus genico

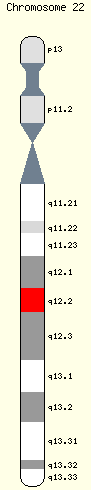
Esempio di loci del cromosoma 22. Si nota la suddivisione in due parti, che costituiscono il braccio corto e il braccio lungo del cromosoma. Il punto che divide i due bracci costituisce il centromero.

In genetica, il termine locus genico (o più semplicemente locus, plurale loci) designa la posizione, stabile, di un gene o di un marcatore genico all'interno di un cromosoma.
Ogni cromosoma porta molti geni. Nell'uomo, il numero totale di geni codificanti proteine in un set aploide completo di 23 cromosomi è stimato tra 19 000 e 20 000.
Una variante di un gene localizzato in un dato locus è un allele. Allele e locus non sono sinonimi e non vanno confusi. Un allele è una "versione" o una "forma alternativa" di un gene e può essere localizzato in luoghi diversi sullo stesso cromosoma e anche su un cromosoma diverso. 

## Come si legge un locus?
Un locus corrisponde a un frammento di sequenza fisso: ad esempio il locus 6p21.3 si riferisce a una precisa sequenza di nucleotidi e si legge così: 

Parti di un cromosoma: 1 cromatide 2 centromero 3 braccio corto (p) 4 braccio lungo (q)

Il primo numero (6) si riferisce al cromosoma (il sesto paio di cromosomi)
la p indica che è situato sul braccio corto del cromosoma (q indicherebbe il braccio lungo)
2 indica la regione; 1.3 indica la banda (quest'ultima prodotta dalla colorazione delle isole CpG con GIEMSA o Colchicina).
i numeri successivi (21.3) indicano la posizione esatta del locus in rapporto alla posizione del centromero.
Un locus può essere occupato da uno qualsiasi degli alleli del gene. Le cellule diploidi o poliploidi possono essere definite omozigoti se possiedono il medesimo allele nello stesso locus in ogni cromosoma, o eterozigoti, se possiedono diversi alleli nei loci corrispondenti.
Una mappa genetica (prodotta utilizzando gli incroci genetici) indica proprio la localizzazione, o meglio il locus, di ciascun gene mappato.